# Michel de Prague
Michel de Prague (Michael Pragensis, Michael de Praga), mort le 27 septembre 1401, est un moine chartreux germanophone qui fut prieur de la chartreuse de Prague, puis de la chartreuse d'Aggsbach et enfin de la chartreuse de Geirach en Basse-Styrie (aujourd'hui en Slovénie), et aussi visiteur de la province chartreuse de Haute-Allemagne. Il est connu pour ses écrits spirituels en latin. 

## Biographie

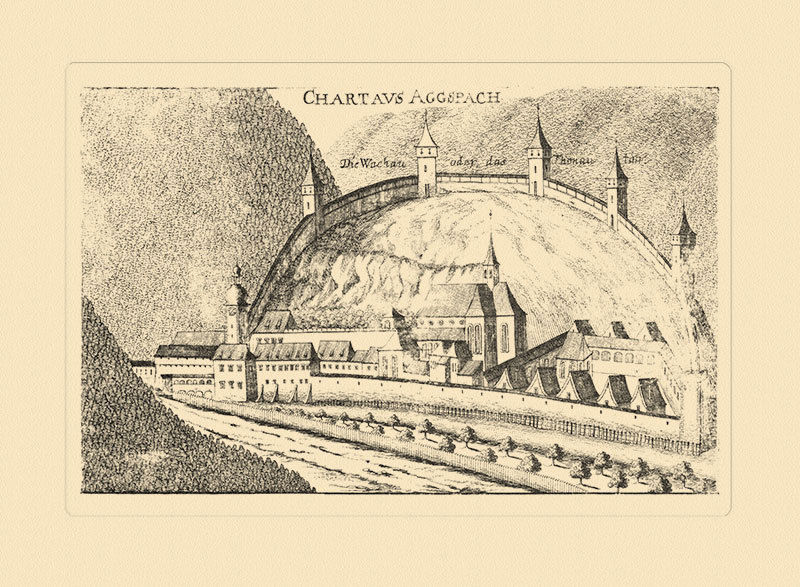
Chartreuse d'Aggsbach.

La date de naissance de Michel n'est pas connue, ni son lieu de naissance. Son nom apparaît en 1356 comme prieur de la chartreuse de Prague (fondée en 1342) et il en est vicaire en 1382. En même temps, il est le deuxième visiteur de la province chartreuse de Haute-Allemagne. De 1385 à 1387, il est prieur de la chartreuse d'Aggsbach. Il termine à Prague en 1387 son œuvre la plus connue Le Miroir du prince (Fürstenspiegel) dont le titre original en latin est De quatuor virtutibus cardinalibus pro erudicione principum (Des quatre vertus cardinales pour l'enseignement d'un prince). C'est une œuvre en forme de dialogue qu'il dédie au comte palatin Robert III, futur empereur du Saint-Empire. Cette œuvre a été souvent attribuée à tort à Matthieu de Cracovie.
En 1391, Michel est nommé premier visiteur de la province de Haute-Allemagne et prieur de la chartreuse Domus Vallis sancti Maurittii de Geirach. Il y meurt le 27 septembre 1401.

## Quelques œuvres
- 1386: Remediarium abiecti prioris[4]
- 1387: De quatuor virtutibus cardinalibus pro erudicione principum (Fürstenspiegel)
- Entre 1387 et 1391: Dialogus de custodia virginitatis